# Bougainvillea campanulata
Bougainvillea campanulata är en underblomsväxtart som beskrevs av Anton Heimerl. Bougainvillea campanulata ingår i släktet Bougainvillea och familjen underblomsväxter. Inga underarter finns listade i Catalogue of Life.